# Кремона - България
„Кремона – България“ ЕООД е български производител на струнни музикални инструменти, главно китари.
Началото на фабриката тръгва от лютиерското ателие „Кремона", създадено от Димитър Георгиев и неговите двама братя. От основаването си през 1924 г. фирмата се занимава с производството на струнни музикални инструменти, като през последните 5 – 6 години се специализира основно в производството на среден майсторски клас класически китари и щрайхови инструменти – цигулки, виоли, виолончела и контрабаси.
85-годишния си юбилей през 2009 г. лютиерите от „Кремона" отбелязват с пускането на уникална серия от 85 класически китари с материали от щрайховото производство. За тях се използва балкански явор, който е сушен в продължение на 10 години, капаците са от стара смърчова дървесина от Алпите. Техниката на изработване на инструментите, ваденето на жили също е заимствана от щрайховото производство. Всеки инструмент от тази лимитирана серия има пореден номер, записан върху специална плочка, и е предназначен за колекционери.

## Любопитно
Известната певица Елвира Георгиева е внучка на единия от основателите на фабрика „Кремона“ – Димитър Георгиев. Майката на Елвира – Ефимия Георгиева произнася слово по време на церемонията за откриване паметника на Димитър Георгиев в двора на фабрика „Кремона“ на 25 септември 2014 г.